# دونالد اف سنگستر
دونالد اف سَنگْستر زمین‌شناس اقتصادی کانادایی است. او برای سازمان زمین‌شناسی کانادا کارکرده است.
سنگستر درسال ۱۹۹۴ رئیس انجمن زمین‌شناسان اقتصادی بود.

## جوایز
- ۱۹۸۴، مدال نقره انجمن زمین‌شناسان اقتصادی[۲]
- ۱۹۹۸، مدال لوگان توسط انجمن زمین‌شناسی کانادا اعطاشد

## انتشارات برگزیده
- سنگستر دی‌اف، ۱۹۶۸، برخی از ویژگی‌های شیمیایی ذخایر سرب-روی در سنگ‌های کربناته: مقاله بررسی زمین‌شناسی کانادا ۶۸–۳۹، ۱۷ ص.
- سنگستر، دی و لیچ دی‌ال، ۱۹۹۵، شواهدی برای پیوند ژنتیکی بین رسوبات SEDEX و MVT، در لیچ دی‌ال و گلدهابر، ام‌بی، ویرایش‌ها، خلاصه‌های گسترده، کنفرانس بین‌المللی میدانی در مورد ذخایر سرب-روی میزبان کربنات، اس‌تی لوئیس میسوری، ۱–۴ ژوئن، ص. ۲۶۰–۲۶۳
- دونالد اف سنگستر (۲۰۰۲): نقش آب نمک‌های متراکم در تشکیل رسوبات سرب-روی ذخایر-برون-دمشی (SEDEX) گردنه-انتهایی: شواهد میدانی و آزمایشگاهی. مینرالوم دیپوزیتا ۳۷: ۱۴۹–۱۵۷